# Sańkja
Sańkja (ros. Санькя) powieść Zachara Prilepina wydana w 2006 roku.

## Okoliczności powstania
Książka oparta jest na motywach autobiograficznych. Autor to wieloletni działacz opozycyjnej Partii Narodowo-Bolszewickiej i wiele z postaci występujących w książce ma swoje odpowiedniki w rzeczywistości.

## Fabuła
Akcja powieści rozgrywa się początkowo w Rosji i częściowo na Łotwie. Głównym bohaterem powieści jest Sasza Tiszyn członek rewolucyjnej organizacji "Sojusz Stwórców" (przypominającej Partię Narodowo-Bolszewicką).

## Recepcja
Powieść była pozytywnie recenzowana w rosyjskiej i polskiej prasie.

### Nagrody
- Nagroda Ewrika (2006)[3]
- Literaca Nagroda Jasna Polana (2007)[4]

### Adaptacje
Na podstawie powieści Sańkja zrealizowano spektakl teatralny pt. Otmorozki (ros. Отморозки)